# Scleria distans
Scleria distans är en halvgräsart som beskrevs av Jean Louis Marie Poiret. Scleria distans ingår i släktet Scleria och familjen halvgräs.

## Underarter
Arten delas in i följande underarter:
- S. d. chondrocarpa
- S. d. distans
- S. d. glomerulata